# Future Shock (canción)
«Future Shock» es la primera canción del disco Fright Night de Stratovarius. Esta es la principal canción del disco, de la cual sacaron su primer videoclip lanzado en 1988 por el sello CBS Finland.

## Listado de canciones
1. «Future Shock» - 4:36
2. «Witch-Hunt» - 3:22

## Personnel
- Timo Tolkki - Guitar, Vocals
- Jyrki Lentonen - Bass
- Tuomo Lassila - Drums, Percussion